# Mathilde von Flandern

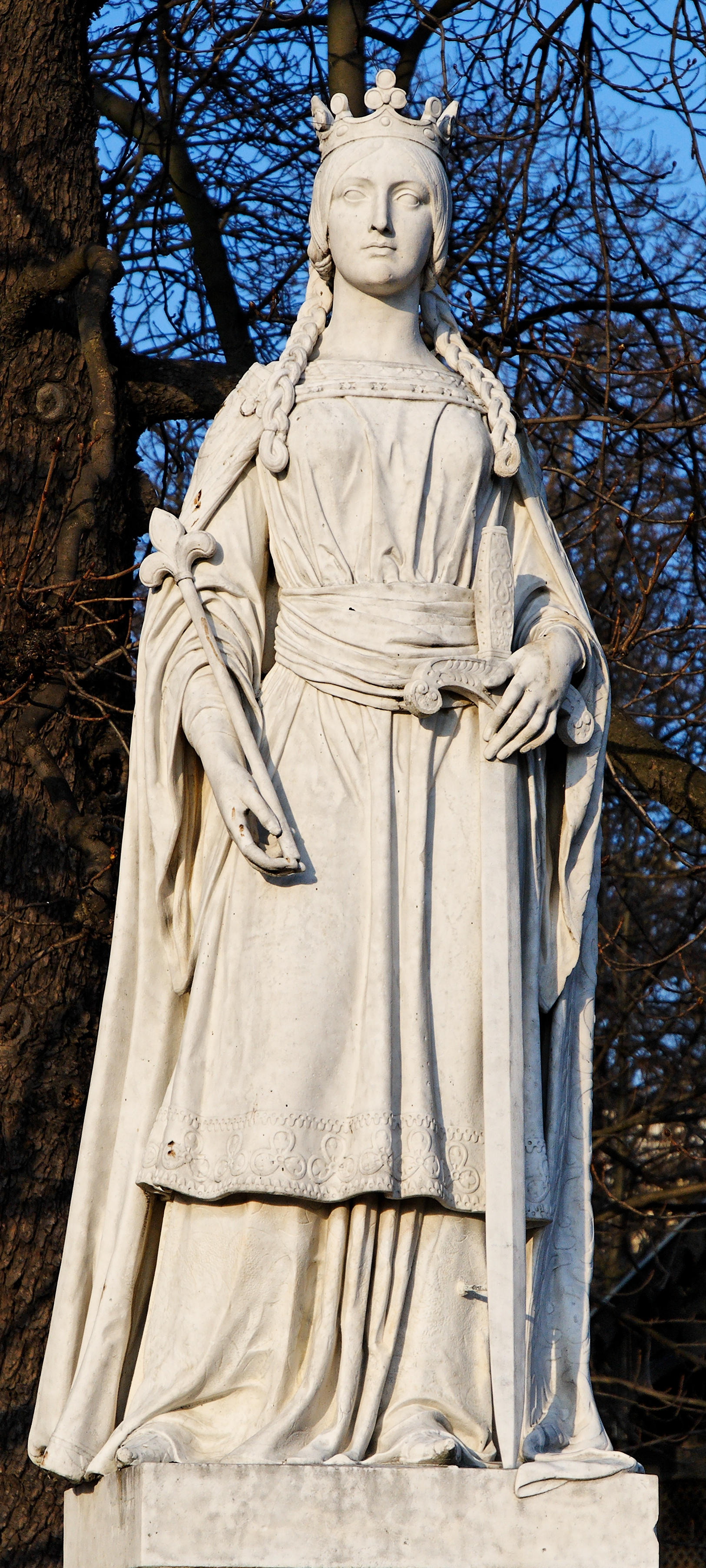
Mathilde von Flandern, Statue von Jean-Jacques Elshoecht im Jardin du Luxembourg, Paris (1850)

Mathilde von Flandern (englisch: Matilda of Flanders, französisch: Mathilde de Flandre, niederländisch: Mathildis van Vlaanderen; * um 1030/1031; † 2. November 1083 in der Normandie) war die Tochter von Balduin V., Graf von Flandern, und Adela von Frankreich. Durch ihre Heirat mit Wilhelm I. (bekannt als Wilhelm der Eroberer), Herzog der Normandie und späteren König von England, wurde sie zur Herzogin der Normandie und im Jahr 1068, zwei Jahre nach der Eroberung Englands 1066, zur Königin von England gekrönt.

## Biografie
Über das Leben der englischen Königinnen des frühen Mittelalters lässt sich in zeitgenössischen Quellen generell wenig finden, da viel häufiger über den König als über dessen Gemahlin berichtet wird. Besonders über Mathilde von Flandern ist im Vergleich mit Edith von Schottland und Mathilda von Boulogne, die ihr als Königin von England nachfolgten, wenig bekannt. Oftmals können wichtige Etappen ihres Lebens nur mithilfe der Biographien der sie umgebenden Zeitgenossen – am prominentesten sicherlich ihr Gatte Wilhelm der Eroberer – rekonstruiert werden. Doch gerade was gesicherte Daten ihrer Biographie anbelangt, können in vielen Fällen nur annähernde Angaben gemacht werden. Dies gilt insbesondere für ihre Jugend, welche laut Brewer’s British Royalty “is surrounded by mystery” (deutsch: „von Geheimnissen umgeben ist“)
1031 bis 1050/51: Geburt und Heirat
Weder der Ort noch das Datum der Geburt Mathildes von Flandern sind überliefert. Da allerdings die Heirat ihrer Eltern nach 1031 stattfand, lässt sich schlussfolgern, dass Mathilde irgendwann nach 1031 oder – da sie nirgends als ältestes Kind dieser Ehe verzeichnet ist – wahrscheinlich sogar nach 1032 geboren wurde. Der Ort ihrer Geburt lag sicherlich in Flandern, wo sie wahrscheinlich auch aufgewachsen ist, was allerdings beides nur Vermutungen sein können, da sich auch unter Zuhilfenahme zeitgenössischer Quellen über das Leben von Mathilde vor ihrer Heirat mit Herzog Wilhelm II. kaum Rückschlüsse ziehen lassen.
Auch das Datum ihrer Heirat lässt sich heutzutage nicht mit Sicherheit bestimmen. Die englischen Quellen haben das Ereignis nicht dokumentiert, während sich in den normannischen Chroniken dieser Zeit unpräzise und divergierende Aussagen finden. Geplant war sie wahrscheinlich für oder vor 1049, als Papst Leo IX. die Verbindung der beiden während des Konzils von Rheims verbieten ließ. Stattgefunden haben muss die Vermählung demnach irgendwann nach dem Oktober 1049 und vor dem Abschluss des Jahres 1053, als Mathilde zwei datierte Urkunden als Gemahlin des Herzogs bezeugte. Innerhalb dieser Zeitspanne werden von Historikern mehrere Zeitpunkte für die Heirat diskutiert, wobei eine Datierung um 1050/51 favorisiert zu werden scheint. Auf dem Weg zu ihrer Hochzeit von Flandern in die Normandie wurde Mathilde von ihrem Vater nach Eu begleitet, wo sie zunächst unter anderem auf ihren zukünftigen Bräutigam, dessen Mutter Herleva und Stiefvater Herluin de Conteville traf, bevor sie gemeinsam nach Rouen zogen, wo die eigentliche Zeremonie stattfand.
1050/51 bis 1066: Kinder
Über das Leben Mathildes im Zeitraum nach ihrer Heirat und vor dem Aufbruch ihres Gatten zur Eroberung Englands ist wiederum kaum etwas bekannt. Lediglich ein Aufenthalt in Cherbourg zwischen 1063 und 1066, während dessen Wilhelm erkrankte und sie für seine Genesung betete, ist von den dortigen Mönchen verzeichnet worden. Um 1050/51 dürfte Mathilde ihren ersten Sohn Robert zur Welt gebracht haben, gefolgt von Richard vor dem Jahre 1056 und Wilhelm zwischen 1056 und 1060. Was die Anzahl, Namen und Geburtsdaten ihrer Töchter anbelangt, gibt es in den Quellen nur sehr unklare und sich widersprechende Aussagen. Lediglich von Cecilia weiß man mit Sicherheit, dass sie vor 1066 geboren sein muss. Grund dafür ist ein auf den 18. Juni 1066 datiertes Dokument, welches mit der Weihung des Frauenklosters Sainte Trinité in Caen in Verbindung steht und die Oblation von Cecilia in das zugehörige Kloster bestätigt. Die Urkunde wurde sowohl von Mathilde als auch von ihren Söhnen Robert, Richard und William bezeugt, was beweist, dass zumindest zu diesem Zeitpunkt jene vier Kinder bereits geboren waren.
1066 bis 1083: Regentschaft und Krönung
Als ihr Mann im September 1066 nach England aufbrach, übernahm Matilda die Regentschaft in der Normandie. Nach seiner triumphalen Rückkehr im März 1067 veranstaltete William ein prunkvolles Osterfest in der herzoglichen Abtei Fécamp und unternahm, wahrscheinlich zusammen mit Mathilde, einen Siegeszug durch sein Herzogtum, bevor er am 6. Dezember wieder nach England aufbrach. Im darauf folgenden Jahr reiste Mathilde selbst nach England, um sich dort zu Pfingsten – welches 1068 auf den 11. Mai fiel – entweder in der Westminster Abbey oder der Winchester Cathedral feierlich zur Königin krönen zu lassen. Noch im selben Jahr kam ihr vermutlich letztes Kind Heinrich zur Welt. Die Geburt soll wahrscheinlich im September stattgefunden haben, in – wie man gemeinhin annimmt – Selby, Yorkshire. Bis 1069 hielt sich Mathilde noch in England auf, bevor sie endgültig in die Normandie zurückkehrte, wo sie sich weiterhin um die Belange des Herzogtums kümmerte, wenn ihr Mann abwesend war.

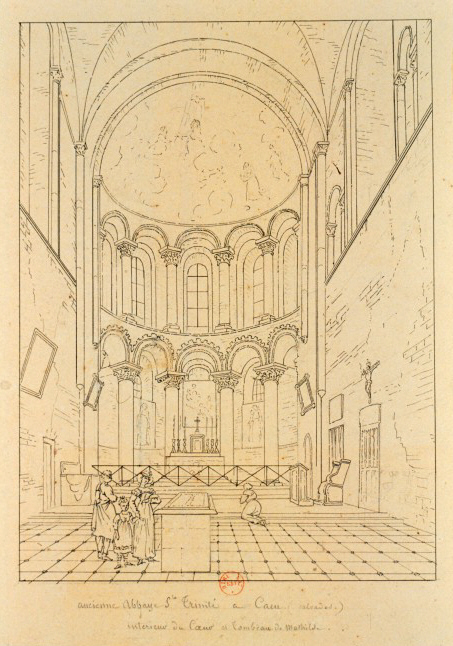
Grab von Mathilde in der Abtei St. Trinité, Caen (Skizze, 19. Jh.)

Wichtige Ereignisse im letzten Jahrzehnt ihres Lebens dürften die zu Ostern 1075, also am 15. April, abgehaltene Weihung ihrer Tochter Cecilia zur Nonne, sowie die Heirat ihrer Tochter Adela mit Stephan, Graf von Blois um das Jahr 1080 gewesen sein. Im Spätsommer des Jahres 1083 erkrankte Mathilde schwer und verstarb am 2. November in der Normandie, wahrscheinlich in Caen, wo sie auch in der Kirche des von ihr gegründeten Klosters Sainte Trinité beigesetzt wurde. Ihr Grab wurde zunächst 1562 durch die Calvinisten und – nachdem es in einfacherer Form wieder instand gesetzt wurde – danach erneut während der Französischen Revolution zerstört. Im Jahr 1819 wurde es wiederhergestellt, aber vom ursprünglichen Grab ist heute nur noch die Grabplatte erhalten.

## Herkunft
Mathilde stammte aus dem Hause der Grafen von Flandern. Sie war die Tochter des Grafen Balduin V. von Flandern (* 1012; † 1067) und von Adela von Frankreich (* 1014; † 1079), Tochter von König Robert II., dem Frommen, und dessen dritter Ehefrau Konstanze von der Provence.
Sie hatte mindestens zwei Brüder:
- Balduin VI. (* 1030; † 1070), Graf von Flandern und Hennegau
- Robert I., der Friese, (* um 1035; † 1093), Graf von Holland und Flandern.

Mathilde wuchs zusammen mit der Halbschwester ihres Vaters, Judith von Flandern (* um 1031; † 1094) auf. Deren Eltern waren Graf Balduin IV. von Flandern und dessen zweite Ehefrau Eleonore, Tochter von Richard II. von der Normandie und Judith von Rennes.

## Heirat mit Wilhelm

### Außenpolitische Motive für das Ehebündnis
Offenen Widerstand gegen den Papst, Leo IX., der von 1049 bis 1054 regierte, leistete sich Wilhelm, Herzog der Normandie, mit der Heirat mit Mathilde von Flandern. Der erste Reformpapst hatte ihnen am Konzil von Reims anlässlich der Einweihung des Vorgängerbaus der heutigen gotischen Kathedrale im Oktober 1049 eine Heirat verboten, wie man aus den entsprechenden Akten weiß – im Gegensatz zu gleichzeitig gebrandmarkten Unionen des französischen Adels indes ohne Angabe eines Grundes.

### Mögliche Gründe für das päpstliche Eheverbot
Chronisten (Orderic Vitalis, Wilhelm von Malmesbury) und Romanautoren (Robert Wace) des 12. Jahrhunderts haben, ohne das Reimser Konzil zu erwähnen, von einem Inzest gesprochen, der ihnen zufolge erst nach der Heirat festgestellt wurde. Es ist jedoch nicht nur deshalb fraglich, ob sie uns den wirklichen Grund für den Wirbel um die Ehe zwischen Wilhelm und Mathilde liefern. Familiäre Verbindungen zwischen den beiden gab es zwar (neben der oben erwähnten zweiten Ehe des Großvaters Mathildes mit einer Tante von Wilhelm, die gut belegt ist, ist auch eine gemeinsame Abstammung von Rollo möglich sowie, dass Mathildes Mutter im Mädchenalter Wilhelms Onkel zur Heirat versprochen war), doch ist es wenig wahrscheinlich, dass diese dem Papst bekannt waren, und noch weniger wahrscheinlich, dass sie 1049 kirchenrechtlich tatsächlich bereits ein Problem darstellten. Die Ehehindernisse aufgrund Inzests waren erst in der zweiten Hälfte des 11. Jahrhunderts verstärkt worden. 1059 wurde festgelegt, dass sich Verwandte bis zum 7. Grad nicht heiraten dürfen, und erst 1076, dass diese Grade nicht nach dem römischen Erbrecht, welche die Schritte von Person zu Person, welche Frau und Mann verbinden (Cousins sind nach ihr also im vierten Grad verwandt), sondern nach der kanonischen Zählweise zählt, welche die Generationenschritte von beiden Ehepartnern bis zum gemeinsamen Ahnen zählt (Cousins sind nach ihr also im zweiten Grade verwandt). Stets umstritten blieben aber auch künftig in diesem Falle relevante Fragen, ob die Verwandten eines späteren Partners, einer späteren Partnerin eines Vorfahren oder einer Vorfahrin als der Union, aus der die Linie einer Person entsprungen ist, auch mit dieser verwandt sind oder bereits eine Verlobung Blutbande schafft. Von den zeitgenössischen Chronisten, Guillaume von Poitiers und Guillaume von Jumièges, welche die Trauung Wilhelms und Mathildes als wohl überlegt und in ihrem Ablauf glücklich darstellten, statuierte letzterer jedenfalls, dass die Heirat zwischen Wilhelm und Mathilde „rechtens“ war.
Vermutlich wollte Papst Leo IX. die Ehe zwischen Wilhelm, der in den Konzilsakten von Reims bezeichnenderweise nicht in seiner Herzogswürde, sondern wohl aufgrund seiner Unehelichkeit und damit strittigen Legitimation nur als „der Normanne“ angesprochen wird, und der flandrischen Herzogstochter vielmehr eher aus politischen Gründen unterbinden. So war der Herzog von Flandern, ein über große Ressourcen verfügender und sich wie ein König gebärdender Doppelvasall des französischen Königs und des deutschen Kaisers, zu der Zeit ein offener Gegner des letzteren, dem der aus einem deutschen Adelsgeschlecht entstammende Papst Leo IX. indes seine Ernennung zum Papst verdankte. Weiter sahen Kaiser und Papst dem erfolgreich verwirklichten Expansionsdrang der Normannen nicht nur in Nordfrankreich, sondern auch in Sizilien und Süditalien höchst besorgt zu.

### Innenpolitische Konsequenzen der Heirat
Die ganze Affäre scheint denn auch mit der Veränderung der politischen Großwetterlage bald versandet zu sein. In den Quellen des 11. Jahrhunderts gibt es jedenfalls keine Hinweise darauf, dass das Verhältnis zwischen Rom sowie der Normandie und Flandern nach der Machtprobe 1049 in den fünfziger Jahren speziell belastet gewesen wäre.

## Öffentliche Rolle

### Mathilde als Herzogin der Normandie
Während Mathilde von Flandern in den frühen Urkunden des normannischen Hofes nur „Gattin“ genannt wurde, brachte man ab den sechziger Jahren ihre vornehme Abstammung sowie die offizielle Stellung als „Herzogin“, die sie mehr und mehr einnahm, bewusst zum Ausdruck. Sie hatte sich bei der Unterstützung der Ambitionen ihres Mannes sowohl in ideologischer als auch praktischer Hinsicht bewährt. Über ihren Vater stammte sie von den Karolingern und über ihre Mutter von den Kapetingern ab.
Sie saß bei vielen wichtigen Entscheidungen im Rat der Barone und Prälaten, mit dem sich Wilhelm umgab. Beim Feldzug in die Maine 1062 wirkte sie zum ersten Mal als Regentin im Stammesland und sollte diese Funktion auch während der Eroberung von England und weiteren ohne sie unternommenen Expeditionen ihres Mannes über den Ärmelkanal übernehmen. Stets eine Frau mit bedeutendem Vermögen, gab ihr Wilhelm auch großen Landbesitz auf der Insel; einiges von den Erträge floss an das Kloster Sainte Trinité in Caen und andere fromme Stiftungen. Im Jahr 1067/1068 folgte sie allerdings Wilhelm nach England, der sie in der Westminster Cathedral zur Königin weihen ließ und dabei Hymnen singen ließ, welche die Gleichrangigkeit von König und Königin betonen. Das gute Zusammenwirken der beiden wurde erst während der Rebellion des ältesten Sohnes, Robert, in Frage gestellt, den Mathilde mit finanziellen Mitteln unterstützte. Es kam jedoch deswegen nicht zu einem eigentlichen Bruch zwischen dem Ehepaar. Mathilde blieb am normannisch-englischen Hof höchst einflussreich.

### Mathilde als Königin von England
Ob die Tatsache, dass Mathilde von Flandern eine Ur-Ur-Ur-Ur-Ur-Enkelin von König Alfred von Wessex, genannt „der Große“, über dessen Tochter Elfrida (* ca. 875; † 929), der Frau des Grafen Balduin II. von Flandern, war, Wilhelm dem Eroberer in den Augen seiner Zeitgenossen auch eine zusätzliche Legitimation für den englischen Thron verschafft hat, kann heute nicht mehr eruiert werden.
Wichtiger war wohl, dass Königin Emma (* um 987; † 1052) eine Tochter von Herzog Richard I. und die Schwester Herzog Richards II. von der Normandie war. Sie heiratete 1002 den englischen König Æthelred und gebar ihm Alfred sowie Eduard, den späteren König Eduard III. den Bekenner. Emma war damit eine Großtante von Herzog Wilhelm, Mathildes Mann. Außerdem soll der kinderlose Eduard der Bekenner laut Angelsächsischer Chronik im Jahr 1051 Wilhelm den Thron Englands versprochen haben, was jedoch als eher unwahrscheinlich gelten kann. Ebenso leitete er andere dynastische Ansprüche auf die englische Königskrone ab, die 1066 zur normannischen Invasion Englands führten.

### Mathilde als Gönnerin und Patronin
So ist es auch fraglich, ob es tatsächlich zutrifft, dass Wilhelm und Mathilde die zwei benediktinischen Klöster für Gemeinschaften beider Geschlechter in Caen gründeten, um Nikolaus II. (1058–1061) günstig zu stimmen, eine Exkommunikation aufgrund ihrer blutschänderischen Union aufzuheben. Dies wurde auch erst im 12. Jahrhundert behauptet. Die Damen-Abtei (Abbaye-aux-Dames) wurde möglicherweise bereits 1059 in Angriff genommen und deren erste Kirche bereits im Juni 1066, wenige Wochen vor der Eroberung Englands, feierlich eingeweiht. Mit der Herren-Abtei (Abbaye-aux-Hommes), die erst 1077 oder 1078 eingeweiht wurde, begann man vermutlich erst 1063 bis 1064. Die beiden Abteien waren wohl vielmehr als künftige Grablegen des Paares gestiftet worden, wie dies bei der Anlage von fürstlichen Residenzstädten, wozu die Siedlung von Caen in den 1060er und 1070er Jahren ausgebaut wurden, im Mittelalter und darüber hinaus gemeiner Brauch war.

## Ehe und Familie
Die Kinder und Nachkommen von Mathilde
- Robert II. Curthose (* ca. 1054; † 1134), Herzog der Normandie

1. verlobt (die Hochzeit fand nicht statt) seit 1059 Margarete von Maine (Tochter von Hugo IV.; † 1063)
2. ⚭ 1100 Sibylle di Conversano († 1103)

- Richard (* ca. 1054; † 1081), Herzog von Bernay
- Adeliza (* 1055; † 1065), Gräfin von Maine
- Cecilia (* um 1054; † 1126), Äbtissin zu Caen
- Wilhelm II. Rufus (* 1056; † 1100), 1087–1100 König von England (ohne Nachkommen)
- Adela (* 1062; † 1137), Gräfin von Blois und Chartres
- Agatha (* 1064; † 1080), starb als Braut des Königs Alfons VI. von Kastilien (* 1037; † 1109)
- Konstanze (* 1066; † 1090), ⚭ 1086 Herzog Alain IV. Fergent von Bretagne († 1119)
- Heinrich I. Beauclerc (* 1068; † 1135), 1100–1135 König von England

1. ⚭ Edith (Mathilda) von Schottland (* 1081; † 1118), Tochter von König Malcolm III.
2. ⚭ Adeliza von Louvain (* ~1104; † 1151)

Die im 19. Jahrhundert aufgestellte Behauptung, dass Gundrade (* 1053; † 1085); Gräfin von Surrey, eine weitere Tochter von Mathilde von Flandern ist, basiert auf der spätmittelalterlichen Kopie einer englischen Urkunde. Diese ist heute widerlegt.

## Teppich von Bayeux
Man nahm ursprünglich an, dass der Teppich von Bayeux von Mathilda von Flandern angefertigt wurde, heute gilt es jedoch als wahrscheinlicher, dass er von Odo, Bischof von Bayeux in Auftrag gegeben wurde.